# Adobe Bridge
Adobe Bridge é um software usado no gerenciamento de mídia, que está disponível nas seis edições de Adobe CS3. O Bridge também pode ser usado como ponto de conexão para os seguintes serviços Adobe[carece de fontes?]:
- Bridge Home
- Adobe Version Cue
- Adobe Device Central
- Adobe Acrobat® Connect™

Em relação à edição anterior, teve variadas mudanças, como o uso da ferramenta interna, lupa para ampliação de áreas específicas, sem precisar aumentar a imagem inteira.